# Valdis Dombrovskis
Valdis Dombrovskis (født 5. august 1971 i Riga) er en lettisk politiker, der har været ledende næstformand i Europa-Kommissionen siden 2019 og Europa-Kommissær for handel siden 2020. Tidligere var han kommissær for finansiel stabilitet, finansielle tjenesteydelser og kapitalmarkedsunionen fra 2016 to 2020.
Dombrovskis var fra 12. marts 2009 til 22. januar 2014 Letlands ministerpræsident, valgt for centrum-højre-partiet Vienotība. 
Dombrovskis er bachelor i ingeniørøkonomi fra Rigas Tekniske Universitet i 1995 og kandidat i fysik fra Letlands Universitet i 1996. Han arbejdede efterfølgende som laboratorieassistent ved Johannes Gutenberg-Universität Mainz fra 1995 til 1996 og som assistent ved Letlands Universitet i 1997 og ved Maryland University i 1998.
Han har været medlem af bestyrelsen i Jaunais Laiks siden 2002. Han var landets finansminister fra 2002 til 2004 og medlem af parlamentet i samme periode. Fra 2003 til 2004 var han observatør i Ministerrådet. Fra 2004 til 2009 var han medlem af Europa-Parlamentet.